# عشيران (الدوادمي)
عشيران، هي قرية من فئة (ب) تقع في محافظة الدوادمي، والتابعة لمنطقة الرياض في السعودية. وتبعد عشيران عن محافظة الدوادمي بمسافة تقارب () كم.